# 圣髑

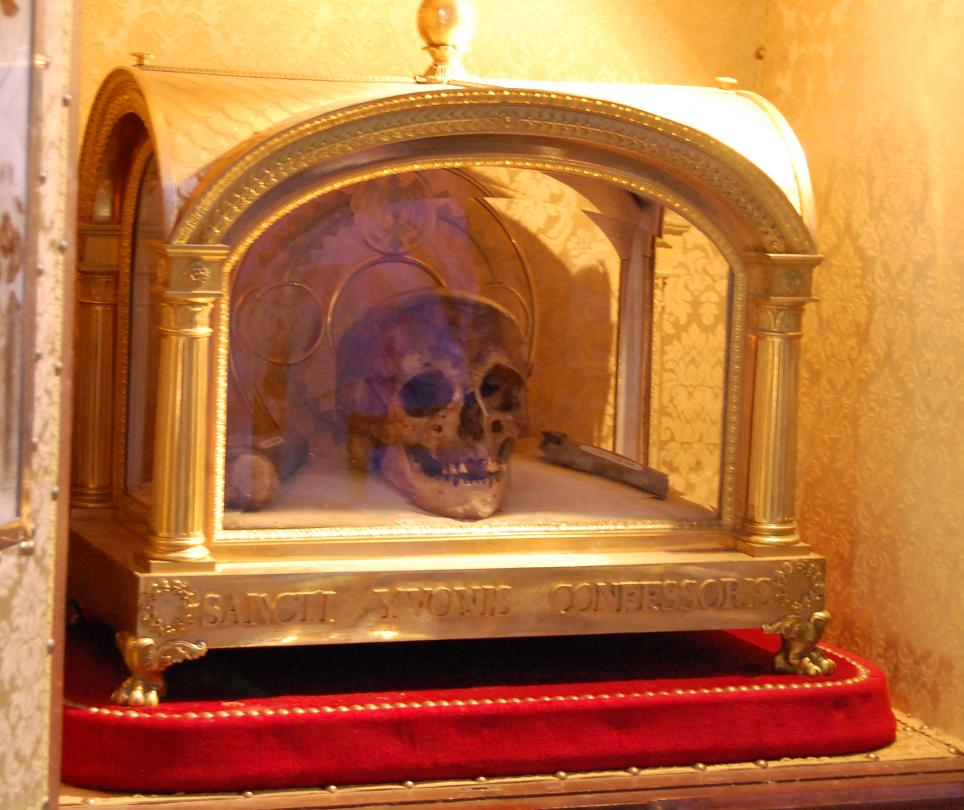
圣伊华神父的圣髑

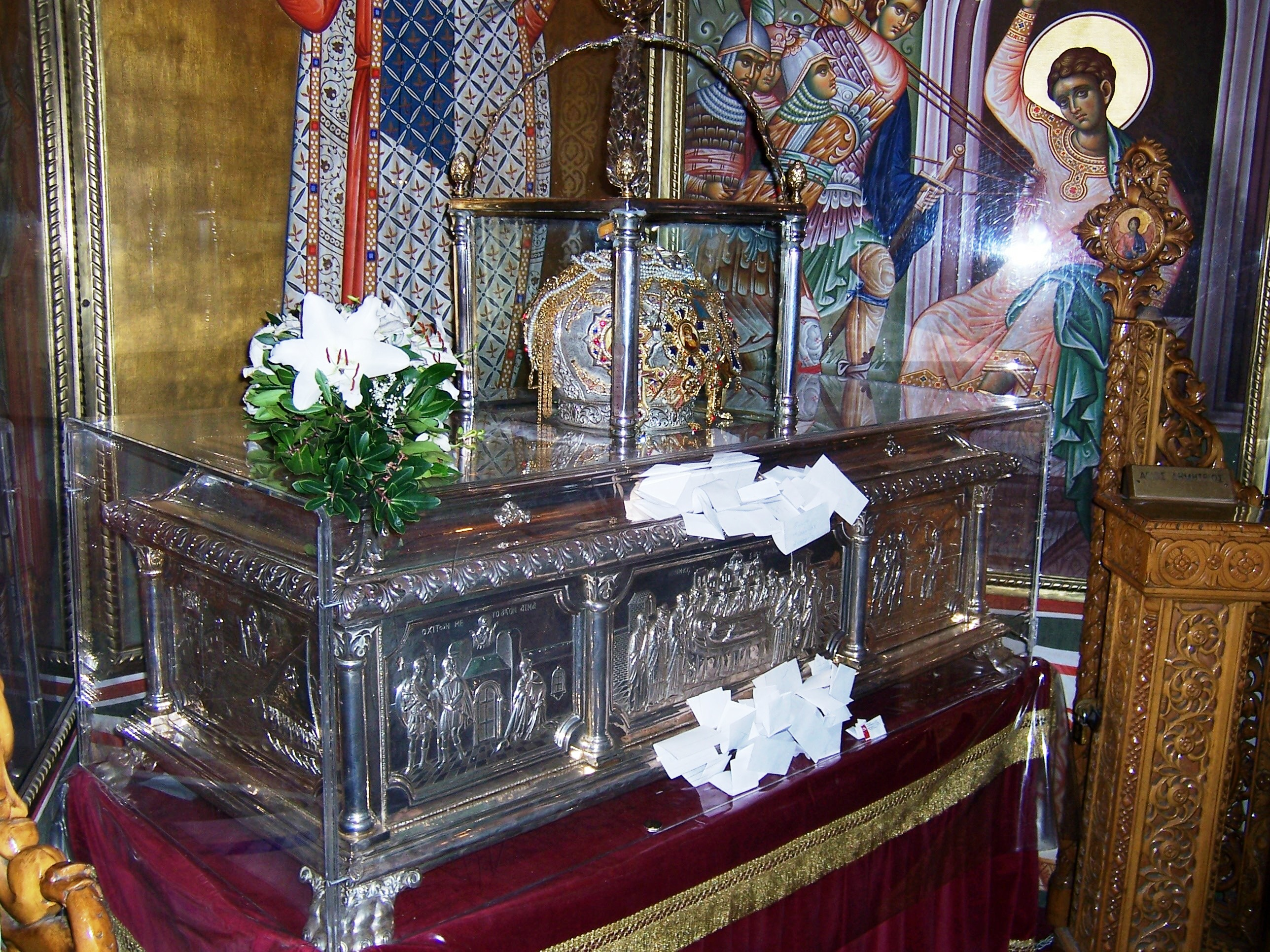
希腊的得撒洛尼的德默特琉的圣髑

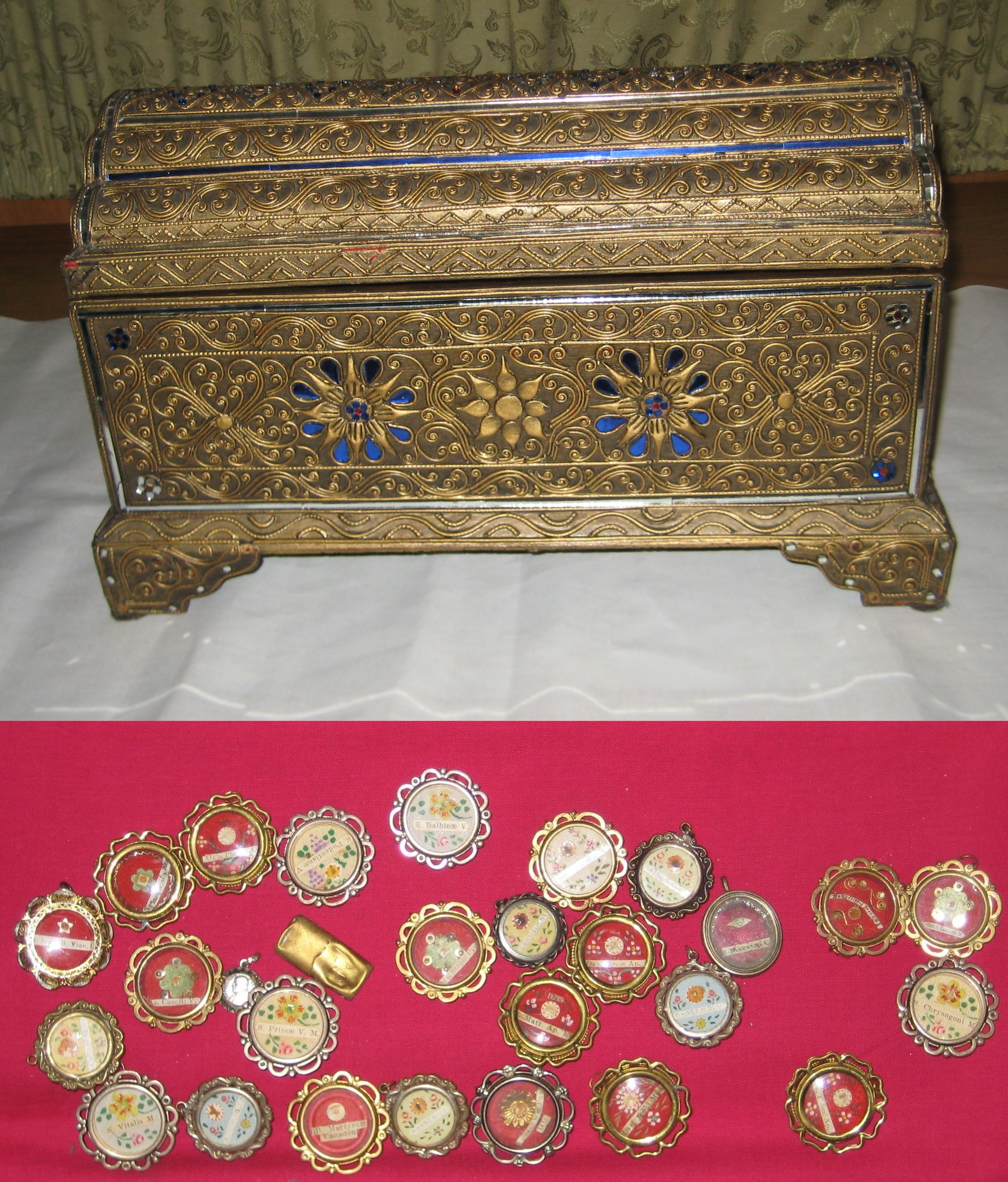
天主教在聖若望二十三世国家神哲学院（Pope St. John XXIII National Seminary）的圣髑盒，其中盛有圣雅各伯、圣玛窦、圣斐理伯、圣西满、圣多默、圣斯德望和其他圣人的圣髑

圣髑，或稱聖遺物，即宗教上的聖人的物品或遗体遗骨，在敬奉（veneration）之气氛下被作为实体的纪念物小心保存。圣髑是基督教（含天主教、東正教）、佛教、印度教、巫覡宗敎等许多宗教的一些类型的重要方面。拉丁语意为"remains"（剩余物，遗体遗骨）。圣髑盒（reliquary）是保有一个或数个圣髑的朝圣地（shrine）。

## 圣髑

### 天主教的分类与禁令
狹義的聖髑，指列品聖人或真福的遺體或者遺骨。廣義的聖髑不僅包括上述遺體或遺骨，還包括聖人生前用過的物品，或者与遺體接觸過的物品。

### 香港聖髑安放地
- 若望保祿二世的 「12根頭髮聖髑」，港島聖母無原罪主教座堂
- 加爾各答的聖德蕾莎「血液聖髑」，荃灣葛達二聖堂
- 里修的聖德蘭聖髑，九龙聖德肋撒堂
- 真福雷永明聖髑「骨枝」

### 澳門聖髑安放地
- 聖方濟各沙勿略的 「右臂肱骨」 ，聖若瑟修院聖堂。
- 耶穌被釘十字架的 「真十字架」碎片 ，澳門主教座堂
- 法蒂瑪聖母的三位牧童中的 聖雅琴達及圣方濟各的棺木聖髑，分別安放於澳門主教座堂及法蒂瑪聖母堂
- 聖老愣佐的聖髑，聖老楞佐堂 (澳門)

## 小说中的圣髑
- The Relic by Eca De Queiros, Dedalus Ltd, UK 1994. ISBN 0-946626-94-4
- The Translation of Father Torturo by Brendan Connell, Prime Books, 2005. ISBN 0-8095-0043-4

## 註解
1. ↑  「髑」，拼音：，注音：，音同「獨」